# FIFA Futsal World Cup 2021
Il campionato mondiale di calcio a 5 (ufficialmente FIFA Futsal World Cup 2021) è stata la 9ª edizione del torneo e si è disputata in Lituania. Lo svolgimento della manifestazione, originariamente previsto tra il 12 settembre e il 4 ottobre 2020, è stato rimandato di un anno esatto a causa della pandemia di COVID-19.

## Squadre partecipanti
| Confederazione                                        | Torneo di qualificazione                                                                   | Qualificate    | Pres. | Ult. | Miglior risultato                       |
| ----------------------------------------------------- | ------------------------------------------------------------------------------------------ | -------------- | ----- | ---- | --------------------------------------- |
| AFC (Asia)                                            | AFC Futsal Championship 2020 3 nazionali con miglior ranking Qualificazioni asiatiche 2021 | Iran           | 8ª    | 2016 | 3º posto (2016)                         |
| AFC (Asia)                                            | AFC Futsal Championship 2020 3 nazionali con miglior ranking Qualificazioni asiatiche 2021 | Giappone       | 5ª    | 2012 | Ottavi di finale (2012)                 |
| AFC (Asia)                                            | AFC Futsal Championship 2020 3 nazionali con miglior ranking Qualificazioni asiatiche 2021 | Uzbekistan     | 2ª    | 2016 | Fase a gironi (2016)                    |
| AFC (Asia)                                            | AFC Futsal Championship 2020 3 nazionali con miglior ranking Qualificazioni asiatiche 2021 | Thailandia     | 6ª    | 2016 | Ottavi di finale (2012, 2016)           |
| AFC (Asia)                                            | AFC Futsal Championship 2020 3 nazionali con miglior ranking Qualificazioni asiatiche 2021 | Vietnam        | 2ª    | 2016 | Ottavi di finale (2016)                 |
| CAF (Africa)                                          | Coppa delle nazioni africane 2020                                                          | Egitto         | 7ª    | 2016 | Quarti di finale (2016)                 |
| CAF (Africa)                                          | Coppa delle nazioni africane 2020                                                          | Marocco        | 3ª    | 2016 | Fase a gironi (2012, 2016)              |
| CAF (Africa)                                          | Coppa delle nazioni africane 2020                                                          | Angola         | 1ª    | /    | Esordiente                              |
| CONCACAF (America Centrale, Settentrionale e Caraibi) | CONCACAF Futsal Championship 2021                                                          | Stati Uniti    | 6ª    | 2008 | 2º posto (1992)                         |
| CONCACAF (America Centrale, Settentrionale e Caraibi) | CONCACAF Futsal Championship 2021                                                          | Panama         | 3ª    | 2016 | Ottavi di finale (2012)                 |
| CONCACAF (America Centrale, Settentrionale e Caraibi) | CONCACAF Futsal Championship 2021                                                          | Costa Rica     | 5ª    | 2016 | Ottavi di finale (2016)                 |
| CONCACAF (America Centrale, Settentrionale e Caraibi) | CONCACAF Futsal Championship 2021                                                          | Guatemala      | 5ª    | 2016 | Fase a gironi (2000, 2008, 2012, 2016)  |
| CONMEBOL (Sud America)                                | Qualificazioni sudamericane 2020                                                           | Brasile        | 9ª    | 2016 | Campione (1989, 1992, 1996, 2008, 2012) |
| CONMEBOL (Sud America)                                | Qualificazioni sudamericane 2020                                                           | Venezuela      | 1ª    | /    | Esordiente                              |
| CONMEBOL (Sud America)                                | Qualificazioni sudamericane 2020                                                           | Argentina      | 9ª    | 2016 | Campione (2016)                         |
| CONMEBOL (Sud America)                                | Qualificazioni sudamericane 2020                                                           | Paraguay       | 7ª    | 2016 | Quarti di finale (2016)                 |
| OFC (Oceania)                                         | Coppa delle nazioni oceaniane 2019                                                         | Isole Salomone | 4ª    | 2016 | Fase a gironi (2008, 2012, 2016)        |
| UEFA (Europa)                                         | Nazione ospitante                                                                          | Lituania       | 1ª    | /    | Esordiente                              |
| UEFA (Europa)                                         | Qualificazioni europee 2020                                                                | RFS            | 7ª    | 2016 | 2º posto (2016)                         |
| UEFA (Europa)                                         | Qualificazioni europee 2020                                                                | Portogallo     | 6ª    | 2016 | 3º posto (2000)                         |
| UEFA (Europa)                                         | Qualificazioni europee 2020                                                                | Spagna         | 9ª    | 2016 | Campione (2000, 2004)                   |
| UEFA (Europa)                                         | Qualificazioni europee 2020                                                                | Kazakistan     | 3ª    | 2016 | Ottavi di finale (2016)                 |
| UEFA (Europa)                                         | Qualificazioni europee 2020                                                                | Rep. Ceca      | 4ª    | 2012 | Secondo turno (2004)                    |
| UEFA (Europa)                                         | Qualificazioni europee 2020                                                                | Serbia         | 2ª    | 2012 | Ottavi di finale (2012)                 |

## Fase finale

### Scelta della sede
La scelta della sede è stata annunciata il 26 ottobre 2018 dal Comitato Esecutivo della FIFA. La Lituania ha superato le candidature di Iran, Giappone e Nuova Zelanda.

### Stadi
Le tre sedi di gioco sono state confermate il 7 luglio 2019.
| Vilnius Kaunas Klaipėda | Vilnius          | Kaunas           | Klaipėda        |
| ----------------------- | ---------------- | ---------------- | --------------- |
| Vilnius Kaunas Klaipėda | Siemens Arena    | Žalgirio Arena   | Švyturio Arena  |
| Vilnius Kaunas Klaipėda | Capienza: 10.000 | Capienza: 13.807 | Capienza: 6.200 |
| Vilnius Kaunas Klaipėda |                  |                  |                 |

### Mascotte
La mascotte ufficiale dell'evento è stata svelata il 21 settembre 2020. Consiste in una cicogna bianca (animale simbolo della nazione dal 1973) che indossa una maglietta gialla e dei pantaloncini verdi.

### Copertura televisiva
Sky Sport con una partita al giorno.

### Sorteggio
Il sorteggio dei gruppi si è svolto il 1º giugno 2021 alle 17 (CEST) a Zurigo. Le 24 squadre sono state divise in 6 gironi da quattro squadre ciascuno. Le 24 squadre sono state suddivise in 4 urne in base alle loro prestazioni nelle ultime 5 rassegne mondiali (con peso a scalare, 1 per la più recente, 0,2 per la più lontana) con 5 punti bonus ai campioni delle proprie confederazioni. I 6 gruppi sorteggiati non potevano contenere squadre della stessa confederazione, a eccezione di un gruppo che conteneva due squadre UEFA.
| 1ª urna                                               | 2ª urna                                              | 3ª urna                                                    | 4ª urna                                                 |
| ----------------------------------------------------- | ---------------------------------------------------- | ---------------------------------------------------------- | ------------------------------------------------------- |
| Lituania (A1) Spagna Brasile Argentina RFS Portogallo | Iran Paraguay Egitto Costa Rica Thailandia Rep. Ceca | Isole Salomone Giappone Guatemala Kazakistan Serbia Panama | Marocco Vietnam Stati Uniti Uzbekistan Angola Venezuela |

## Fase a gironi

### Criteri di classificazione
- 1) punti ottenuti in tutti gli incontri
- 2) differenza reti in tutti gli incontri
- 3) numero di reti segnate in tutti gli incontri

Se due o più squadre sono in condizione di parità dopo l'applicazione dei criteri precedenti si applicano i criteri sottostanti:
- 4) punti ottenuti negli incontri tra le squadre interessate
- 5) differenza reti negli incontri tra le squadre interessate
- 6) numero di reti segnate negli incontri tra le squadre interessate
- 7) punti fair play in tutti gli incontri: -1 punto per ogni cartellino giallo, -3 punti per ogni espulsione indiretta, -4 punti per ogni espulsione diretta, -5 punti per ogni cartellino giallo ed espulsione diretta
- 8) sorteggio

Gli orari indicati sono locali, EEST (UTC+3).

### Gruppo A
| Squadra    | P.ti | G | V | N | P | GF | GS | DR |
| ---------- | ---- | - | - | - | - | -- | -- | -- |
| Kazakistan | 7    | 3 | 2 | 1 | 0 | 10 | 2  | +8 |
| Venezuela  | 7    | 3 | 2 | 1 | 0 | 4  | 2  | +2 |
| Costa Rica | 3    | 3 | 1 | 0 | 2 | 7  | 9  | -2 |
| Lituania   | 0    | 3 | 0 | 0 | 3 | 3  | 11 | -8 |

| Arbitri: | Mohamed Hassan Khalid Hnich Aymen Kammoun |
| Crono:   | Cédric Pelissier                          |

|                                                                             |           |               |
| Esenamanov 10’ Tūrsağūlov 11’ Douglas Júnior 14’ Taynan 17’, 27’ Orazov 27’ | Marcatori | 12’ Rodríguez |

| Arbitri: | Christopher Sinclair Antony Riley Gelareh Nazemi |
| Crono:   | Nurdin Bukuev                                    |

|              |           |                   |
| Zagurskas 7’ | Marcatori | 3’ Sanz 38’ Vidal |

| Arbitri: | Ran An Tomohiro Kozaki Alejandro Martinez |
| Crono:   | Irina Velikanova                          |

|  |           |             |
|  | Marcatori | 18’ Morillo |

| Arbitri: | Gábor Kovács Nikola Jelić Josh Wilkens |
| Crono:   | Juan Cordero                           |

|  |           |                                        |
|  | Marcatori | 1’ Taynan 30’ Tūrsağūlov 36’ Akbalikov |

| Arbitri: | Ebrahim Mehrabi Gelareh Nazemi Christopher Sinclair |
| Crono:   | Hussain Al Bahhar                                   |

|                                                                               |           |                           |
| Tijerino 19’, 29’ Cordero 19’ (t.l.) Derendiajev 32’ (aut.) D. Gomez 34’, 40’ | Marcatori | 8’ Samsonik 38’ Zagurskas |

| Arbitri: | Aymen Kammoun Mohamed Hassan Khalid Hnich |
| Crono:   | Ran An                                    |

|           |           |                   |
| Vidal 40’ | Marcatori | 5’ Douglas Júnior |

### Gruppo B
| Squadra    | P.ti | G | V | N | P | GF | GS | DR  |
| ---------- | ---- | - | - | - | - | -- | -- | --- |
| RFS        | 9    | 3 | 3 | 0 | 0 | 17 | 3  | +14 |
| Uzbekistan | 3    | 3 | 1 | 0 | 2 | 8  | 10 | -2  |
| Guatemala  | 3    | 3 | 1 | 0 | 2 | 9  | 14 | -5  |
| Egitto     | 3    | 3 | 1 | 0 | 2 | 7  | 14 | -7  |

| Arbitri: | Gean Telles Diego Molina Jorge Antonio Flores |
| Crono:   | Josh Wilkens                                  |

| |           |  |
| Kudziev 6’ Čiškala 13’, 16’, 30’ Antoškin 28’ Elashwal 28’ (aut.) Abramov 31’ (rig.), 32’ Milovanov 36’ | Marcatori |  |

| Arbitri: | Nikola Jelić Chiara Perona Eduardo Fernandes |
| Crono:   | Borislav Kolev                               |

|                                         |           |                                                |
| Ropiev 6’, 25’, 35’ Enríquez 39’ (aut.) | Marcatori | 4’ Campaignac 5’, 22’ Sandoval 7’, 40’ Aguilar |

| Arbitri: | Gelareh Nazemi Ebrahim Mehrabi Nurdin Bukuev |
| Crono:   | Ryan Shepheard                               |

|                                                      |           |                                      |
| Mansour 4’ Elashwal 32’ Shoola 35’ Eid 36’, 37’, 40’ | Marcatori | 16’ Mansilla 25’ P. Ruíz 33’ W. Ruíz |

| Arbitri: | Cristian Espindola Ronny Castro Zumbado Maria Pinto |
| Crono:   | Henry Gutierrez                                     |

|                        |           |                                   |
| Choriev 21’ Adilov 28’ | Marcatori | 10’ Robinho 11’, 35’, 35’ Nijazov |

| Arbitri: | Dario Santamaria Daniel Rodriguez Alejandro Martinez |
| Crono:   | Diego Molina                                         |

|         |           |                              |
| Eid 19’ | Marcatori | 2’ Nishonov 34’ A. Rakhmatov |

| Arbitri: | Henry Gutierrez Carlos Martinez Cristian Espindola |
| Crono:   | Maria Pinto                                        |

|                     |           |                                                  |
| Alvarado 25’ (rig.) | Marcatori | 2’ Afanas'ev 10’ Asadov 14’ Abramov 27’ Antoškin |

### Gruppo C
| Squadra        | P.ti | G | V | N | P | GF | GS | DR  |
| -------------- | ---- | - | - | - | - | -- | -- | --- |
| Portogallo     | 7    | 3 | 2 | 1 | 0 | 14 | 4  | +10 |
| Marocco        | 5    | 3 | 1 | 2 | 0 | 10 | 4  | +6  |
| Thailandia     | 4    | 3 | 1 | 1 | 1 | 11 | 9  | +2  |
| Isole Salomone | 0    | 3 | 0 | 0 | 3 | 4  | 22 | -18 |

| Arbitri: | Daniel Rodriguez Cristian Espindola Henry Gutierrez |
| Crono:   | Valeria Palma                                       |

|                                                                              |           |  |
| El Mesrar 2’ Saoud 3’ Raiss El Fenni 18’ Bakkali 28’ Boumezou 31’ Borite 34’ | Marcatori |  |

| Arbitri: | Ronny Castro Zumbado Dario Santamaria Maria Pinto |
| Crono:   | Borislav Kolev                                    |

|                 |           |                                                 |
| Sornwichian 16’ | Marcatori | 20’ B. Coelho 27’ Mendonça 30’ Zicky 32’ Varela |

| Arbitri: | Carlos Martinez Henry Gutierrez Juan Cordero |
| Crono:   | Cristian Espindola                           |

|  |           |                                                                                     |
|  | Marcatori | 4’ Cecílio 12’ Ricardinho 20’, 23’ A. Coelho 26’ (aut.) Sia 31’ Mendonça 38’ Varela |

| Arbitri: | Irina Velikanova Christopher Sinclair Ondřej Černý |
| Crono:   | Gelareh Nazemi                                     |

|                 |           |           |
| Sornwichian 40’ | Marcatori | 18’ Jouad |

| Arbitri: | Cédric Pelissier Tarek Elkhataby Jorge Antonio Flores |
| Crono:   | Gean Telles                                           |

|                                         |           | |
| Mana 15’ Ragomo 27’ (rig.), 38’ Sia 40’ | Marcatori | 4’ Rattanawongswas 6’, 32’, 39’ Thueanklang 17’ Wongkaeo 24’, 34’ Chudech 37’ Sornwichian 39’ Kaewwilai |

| Arbitri: | Antony Riley Ryan Shepheard Josh Wilkens |
| Crono:   | Chiara Perona                            |

|                                    |           |                                    |
| Cecílio 9’ Brito 17’ B. Coelho 29’ | Marcatori | 2’ Jouad 24’ El Ayyane 37’ Bakkali |

### Gruppo D
| Squadra   | P.ti | G | V | N | P | GF | GS | DR  |
| --------- | ---- | - | - | - | - | -- | -- | --- |
| Brasile   | 9    | 3 | 3 | 0 | 0 | 18 | 2  | +16 |
| Rep. Ceca | 4    | 3 | 1 | 1 | 1 | 6  | 6  | 0   |
| Vietnam   | 4    | 3 | 1 | 1 | 1 | 5  | 12 | -7  |
| Panama    | 0    | 3 | 0 | 0 | 3 | 4  | 13 | -9  |

| Arbitri: | Fahad Alhosani Hussain Al Bahhar Ran An |
| Crono:   | Ryan Shepheard                          |

|               |           |                                           |
| Goodridge 39’ | Marcatori | 2’ Záruba 5’, 9’, 10’ Seidler 30’ Rešetár |

| Arbitri: | Juan Cordero Alejandro Martinez Irina Velikanova |
| Crono:   | Carlos Martinez                                  |

|           |           |                                                                             |
| Khổng 14’ | Marcatori | 3’ Rodrigo 5’, 7’, 21’, 24’ Ferrão 14’, 28’ Dieguinho 19’ Pito 36’ Leozinho |

| Arbitri: | Eduardo Fernandes Daniel Matkovic Borislav Kolev |
| Crono:   | Daniel Rodriguez                                 |

|                            |           |                                    |
| Castrellón 10’, 20’ (t.l.) | Marcatori | 2’ M. Nguyễn 8’ Châu 27’ V. Nguyễn |

| Arbitri: | Carlos Gonzalez Jorge Antonio Flores Diego Molina |
| Crono:   | Valeria Palma                                     |

|                                        |           |  |
| Ferrão 23’, 24’ Rodrigo 26’ Marlon 40’ | Marcatori |  |

| Arbitri: | Daniel Matkovic Gábor Kovács Tomohiro Kozaki |
| Crono:   | Nikola Jelić                                 |

|                                                       |           |              |
| Rocha 15’ Gadeia 18’ Leozinho 29’ Arthur 40’ Pito 40’ | Marcatori | 32’ Maquensi |

| Arbitri: | Maria Pinto Valeria Palma Ronny Castro Zumbado |
| Crono:   | Henry Gutierrez                                |

|             |           |          |
| Rešetár 36’ | Marcatori | 35’ Châu |

### Gruppo E
| Squadra  | P.ti | G | V | N | P | GF | GS | DR  |
| -------- | ---- | - | - | - | - | -- | -- | --- |
| Spagna   | 9    | 3 | 3 | 0 | 0 | 12 | 3  | +9  |
| Paraguay | 6    | 3 | 2 | 0 | 1 | 6  | 6  | 0   |
| Giappone | 3    | 3 | 1 | 0 | 2 | 11 | 10 | +1  |
| Angola   | 0    | 3 | 0 | 0 | 3 | 6  | 16 | -10 |

| Arbitri: | Khalid Hnich Aymen Kammoun Mohamed Hassan |
| Crono:   | Tarek Elkhataby                           |

|  |           |                                                 |
|  | Marcatori | 9’ Solano 20’ Adolfo 29’ R. Gómez 40’ R. Campos |

| Arbitri: | Diego Molina Jorge Antonio Flores Eduardo Fernandes |
| Crono:   | Christopher Sinclair                                |

|                                                |           |                                                                                |
| Guga 19’, 21’ R. Hoshi 24’ (aut.) Kaluanda 29’ | Marcatori | 13’, 20’, 23’, 37’ Oliveira 14’ Murota 25’ R. Hoshi 25’ Nishitani 40’ S. Hoshi |

| Arbitri: | Valeria Palma Maria Pinto Roberto Lopez |
| Crono:   | Dario Santamaria                        |

|                                           |           |                      |
| Díaz 4’ Chino 26’ R. Campos 30’ Tolrà 39’ | Marcatori | 5’ S. Hoshi 7’ Henmi |

| Arbitri: | Ryan Shepheard Fahad Alhosani Hussain Al Bahhar |
| Crono:   | Ronny Castro Zumbado                            |

|              |           |                                                  |
| Manosele 10’ | Marcatori | 3’ Ju. Salas 13’ Rejala 14’ Baez 17’ F. Martínez |

| Arbitri: | Josh Wilkens Nurdin Bukuev Henry Gutierrez |
| Crono:   | Fahad Alhosani                             |

|                               |           |          |
| Adolfo 4’, 25’, 27’ Ortiz 20’ | Marcatori | 19’ Guga |

| Arbitri: | Roberto Lopez Eduardo Fernandes Carlos Gonzalez |
| Crono:   | Aymen Kammoun                                   |

|            |           |                         |
| Shimizu 3’ | Marcatori | 7’ Mareco 33’ Ju. Salas |

### Gruppo F
| Squadra     | P.ti | G | V | N | P | GF | GS | DR  |
| ----------- | ---- | - | - | - | - | -- | -- | --- |
| Argentina   | 9    | 3 | 3 | 0 | 0 | 17 | 3  | +14 |
| Iran        | 6    | 3 | 2 | 0 | 1 | 8  | 6  | +2  |
| Serbia      | 3    | 3 | 1 | 0 | 2 | 11 | 7  | +4  |
| Stati Uniti | 0    | 3 | 0 | 0 | 3 | 2  | 22 | -20 |

| Arbitri: | Carlos Gonzalez Gean Telles Daniel Matkovic |
| Crono:   | Borislav Kolev                              |

|                         |           |                                     |
| Stojković 18’ Tomić 38’ | Marcatori | 4’ Ahmadi 4’ Fakhim 37’ Esmaeilpour |

| Arbitri: | Ondřej Černý Chiara Perona Nikola Jelić |
| Crono:   | Roberto Lopez                           |

|                                                                                            |           |  |
| Brandi 1’, 2’, 6’, 40’ Cuzzolino 4’ Rescia 5’, 16’ Basile 7’ Claudino 17’, 25’ Borruto 24’ | Marcatori |  |

| Arbitri: | Tarek Elkhataby Cédric Pelissier Nikola Jelić |
| Crono:   | Mohamed Youssef                               |

|                                                 |           |                     |
| Tavakoli 3’ Javid 7’ Esmaeilpour 10’ Abbasi 39’ | Marcatori | 3’, 36’ L. González |

| Arbitri: | Nurdin Bukuev Tomohiro Kozaki Antony Riley |
| Crono:   | Khalid Hnich                               |

|                                                            |           |                        |
| Aksentijević 9’ (aut.) Brandi 11’ Vaporaki 11’ Borruto 24’ | Marcatori | 7’ Rakić 10’ Lazarević |

| Arbitri: | Alejandro Martinez Juan Cordero Diego Molina |
| Crono:   | Ronny Castro Zumbado                         |

|                 |           |                            |
| Hassanzadeh 30’ | Marcatori | 24’ Cuzzolino 27’ Stazzone |

| Arbitri: | Christopher Sinclair Ran An Ryan Shepheard |
| Crono:   | Hussain Al Bahhar                          |

|  |           |                                                                                   |
|  | Marcatori | 6’ Rakić 8’, 16’ Tomić 20’ Petrov 32’ Milosavljević 33’ Lazarević 38’ Radovanović |

### Confronto tra le terze classificate
| Gru. | Squadra    | Pt | G | V | N | P | GF | GS | DR |
| ---- | ---------- | -- | - | - | - | - | -- | -- | -- |
| C    | Thailandia | 4  | 3 | 1 | 1 | 1 | 11 | 9  | +2 |
| D    | Vietnam    | 4  | 3 | 1 | 1 | 1 | 5  | 12 | -7 |
| F    | Serbia     | 3  | 3 | 1 | 0 | 2 | 11 | 7  | +4 |
| E    | Giappone   | 3  | 3 | 1 | 0 | 2 | 11 | 10 | +1 |
| A    | Costa Rica | 3  | 3 | 1 | 0 | 2 | 7  | 9  | -2 |
| B    | Guatemala  | 3  | 3 | 1 | 0 | 2 | 9  | 14 | -5 |

Regole per la classificazione: 1) punti; 2) differenza reti; 3) reti segnate; 4) punti fair play; 5) sorteggio

## Fase a eliminazione diretta

### Combinazioni delle terze classificate negli ottavi di finale
Le combinazioni dipendono dai gironi di provenienza delle migliori terze classificate.
     Combinazione verificatasi
     Combinazioni non verificatesi
| Terze classificate dai gruppi | Terze classificate dai gruppi | Terze classificate dai gruppi | Terze classificate dai gruppi | Terze classificate dai gruppi | Terze classificate dai gruppi | 1A vs | 1B vs | 1C vs | 1D vs |
| ----------------------------- | ----------------------------- | ----------------------------- | ----------------------------- | ----------------------------- | ----------------------------- | ----- | ----- | ----- | ----- |
| A                             | B                             | C                             | D                             |                               |                               | 3C    | 3D    | 3A    | 3B    |
| A                             | B                             | C                             |                               | E                             |                               | 3C    | 3A    | 3B    | 3E    |
| A                             | B                             | C                             |                               |                               | F                             | 3C    | 3A    | 3B    | 3F    |
| A                             | B                             |                               | D                             | E                             |                               | 3D    | 3A    | 3B    | 3E    |
| A                             | B                             |                               | D                             |                               | F                             | 3D    | 3A    | 3B    | 3F    |
| A                             | B                             |                               |                               | E                             | F                             | 3E    | 3A    | 3B    | 3F    |
| A                             |                               | C                             | D                             | E                             |                               | 3C    | 3D    | 3A    | 3E    |
| A                             |                               | C                             | D                             |                               | F                             | 3C    | 3D    | 3A    | 3F    |
| A                             |                               | C                             |                               | E                             | F                             | 3C    | 3A    | 3F    | 3E    |
| A                             |                               |                               | D                             | E                             | F                             | 3D    | 3A    | 3F    | 3E    |
|                               | B                             | C                             | D                             | E                             |                               | 3C    | 3D    | 3B    | 3E    |
|                               | B                             | C                             | D                             |                               | F                             | 3C    | 3D    | 3B    | 3F    |
|                               | B                             | C                             |                               | E                             | F                             | 3E    | 3C    | 3B    | 3F    |
|                               | B                             |                               | D                             | E                             | F                             | 3E    | 3D    | 3B    | 3F    |
|                               |                               | C                             | D                             | E                             | F                             | 3C    | 3D    | 3F    | 3E    |

### Tabellone
|  | Ottavi di finale                       | Ottavi di finale                       |                                        |       | Quarti di finale          | Quarti di finale          |                                     |                                     | Semifinali | Semifinali |  |  | Finale | Finale |
|  |                                        |                                        |                                        |       |                           |                           |                                     |                                     |            |            |  |  |        |        |
|  | 22 settembre - Kaunas - Žalgirio Arena |                                        |                                        |       |                           |                           |                                     |                                     |            |            |  |  |        |        |
|  |                                        |                                        |                                        |       |                           |                           |                                     |                                     |            |            |  |  |        |        |
|  | Venezuela                              | 2                                      |                                        |       |                           |                           |                                     |                                     |            |            |  |  |        |        |
|  | Venezuela                              | 2                                      | 26 settembre - Vilnius - Siemens Arena |       |                           |                           |                                     |                                     |            |            |  |  |        |        |
|  | Marocco                                | 3                                      |                                        |       |                           |                           |                                     |                                     |            |            |  |  |        |        |
|  | Marocco                                | 3                                      | Marocco                                | 0     |                           |                           |                                     |                                     |            |            |  |  |        |        |
|  | 23 settembre - Kaunas - Žalgirio Arena |                                        | Marocco                                | 0     |                           |                           |                                     |                                     |            |            |  |  |        |        |
|  |                                        | Brasile                                | 1                                      |       |                           |                           |                                     |                                     |            |            |  |  |        |        |
|  | Brasile                                | Brasile                                | 1                                      | 4     |                           |                           |                                     |                                     |            |            |  |  |        |        |
|  | Brasile                                |                                        | 29 settembre - Kaunas - Žalgirio Arena | 4     |                           |                           |                                     |                                     |            |            |  |  |        |        |
|  | Giappone                               | 2                                      |                                        |       |                           |                           |                                     |                                     |            |            |  |  |        |        |
|  | Giappone                               | 2                                      | Brasile                                | 1     |                           |                           |                                     |                                     |            |            |  |  |        |        |
|  | 22 settembre - Vilnius - Siemens Arena |                                        | Brasile                                | 1     |                           |                           |                                     |                                     |            |            |  |  |        |        |
|  |                                        | Argentina                              | 2                                      |       |                           |                           |                                     |                                     |            |            |  |  |        |        |
|  | RFS                                    | Argentina                              | 2                                      | 3     |                           |                           |                                     |                                     |            |            |  |  |        |        |
|  | RFS                                    | 26 settembre - Kaunas - Žalgirio Arena |                                        | 3     |                           |                           |                                     |                                     |            |            |  |  |        |        |
|  | Vietnam                                | 2                                      |                                        |       |                           |                           |                                     |                                     |            |            |  |  |        |        |
|  | Vietnam                                | 2                                      | RFS                                    | 1 (4) |                           |                           |                                     |                                     |            |            |  |  |        |        |
|  | 23 settembre - Vilnius - Siemens Arena |                                        | RFS                                    | 1 (4) |                           |                           |                                     |                                     |            |            |  |  |        |        |
|  |                                        | Argentina (dtr)                        | 1 (5)                                  |       |                           |                           |                                     |                                     |            |            |  |  |        |        |
|  | Argentina                              | Argentina (dtr)                        | 1 (5)                                  | 6     |                           |                           |                                     |                                     |            |            |  |  |        |        |
|  | Argentina                              |                                        | 3 ottobre - Kaunas - Žalgirio Arena    | 6     |                           |                           |                                     |                                     |            |            |  |  |        |        |
|  | Paraguay                               | 1                                      |                                        |       |                           |                           |                                     |                                     |            |            |  |  |        |        |
|  | Paraguay                               | 1                                      | Argentina                              | 1     |                           |                           |                                     |                                     |            |            |  |  |        |        |
|  | 24 settembre - Vilnius - Siemens Arena |                                        | Argentina                              | 1     |                           |                           |                                     |                                     |            |            |  |  |        |        |
|  |                                        | Portogallo                             | 2                                      |       |                           |                           |                                     |                                     |            |            |  |  |        |        |
|  | Spagna                                 | Portogallo                             | 2                                      | 5     |                           |                           |                                     |                                     |            |            |  |  |        |        |
|  | Spagna                                 | 27 settembre - Vilnius - Siemens Arena |                                        | 5     |                           |                           |                                     |                                     |            |            |  |  |        |        |
|  | Rep. Ceca                              | 2                                      |                                        |       |                           |                           |                                     |                                     |            |            |  |  |        |        |
|  | Rep. Ceca                              | 2                                      | Spagna                                 | 2     |                           |                           |                                     |                                     |            |            |  |  |        |        |
|  | 24 settembre - Kaunas - Žalgirio Arena |                                        | Spagna                                 | 2     |                           |                           |                                     |                                     |            |            |  |  |        |        |
|  |                                        | Portogallo (dts)                       | 4                                      |       |                           |                           |                                     |                                     |            |            |  |  |        |        |
|  | Portogallo (dts)                       | Portogallo (dts)                       | 4                                      | 4     |                           |                           |                                     |                                     |            |            |  |  |        |        |
|  | Portogallo (dts)                       |                                        | 30 settembre - Kaunas - Žalgirio Arena | 4     |                           |                           |                                     |                                     |            |            |  |  |        |        |
|  | Serbia                                 | 3                                      |                                        |       |                           |                           |                                     |                                     |            |            |  |  |        |        |
|  | Serbia                                 | 3                                      | Portogallo (dtr)                       | 2 (4) |                           |                           |                                     |                                     |            |            |  |  |        |        |
|  | 24 settembre - Vilnius - Siemens Arena |                                        | Portogallo (dtr)                       | 2 (4) |                           |                           |                                     |                                     |            |            |  |  |        |        |
|  |                                        | Kazakistan                             | 2 (3)                                  |       | Finale per il terzo posto | Finale per il terzo posto |                                     |                                     |            |            |  |  |        |        |
|  | Uzbekistan                             | Kazakistan                             | 2 (3)                                  | 8     | Finale per il terzo posto | Finale per il terzo posto |                                     |                                     |            |            |  |  |        |        |
|  | Uzbekistan                             | 27 settembre - Kaunas - Žalgirio Arena | 27 settembre - Kaunas - Žalgirio Arena | 8     |                           |                           | 3 ottobre - Kaunas - Žalgirio Arena | 3 ottobre - Kaunas - Žalgirio Arena |            |            |  |  |        |        |
|  | Iran                                   | 27 settembre - Kaunas - Žalgirio Arena | 27 settembre - Kaunas - Žalgirio Arena | 9     |                           |                           | 3 ottobre - Kaunas - Žalgirio Arena | 3 ottobre - Kaunas - Žalgirio Arena |            |            |  |  |        |        |
|  | Iran                                   | Iran                                   | 2                                      | 9     | Brasile                   | 4                         |                                     |                                     |            |            |  |  |        |        |
|  | 23 settembre - Kaunas - Žalgirio Arena | Iran                                   | 2                                      |       | Brasile                   | 4                         |                                     |                                     |            |            |  |  |        |        |
|  |                                        | Kazakistan                             | 3                                      |       | Kazakistan                | 2                         |                                     |                                     |            |            |  |  |        |        |
|  | Kazakistan                             | Kazakistan                             | 3                                      | 7     | Kazakistan                | 2                         |                                     |                                     |            |            |  |  |        |        |
|  | Kazakistan                             |                                        |                                        | 7     |                           |                           |                                     |                                     |            |            |  |  |        |        |
|  | Thailandia                             | 0                                      |                                        |       |                           |                           |                                     |                                     |            |            |  |  |        |        |
|  | Thailandia                             | 0                                      |                                        |       |                           |                           |                                     |                                     |            |            |  |  |        |        |

### Ottavi di finale
| Arbitri: | Roberto Lopez Henry Gutierrez Carlos Martinez |
| Crono:   | Carlos Gonzalez                               |

|                              |           |                           |
| Robinho 11’ Čiškala 18’, 30’ | Marcatori | 18’ Đ. Nguyễn 39’ Đ. Phạm |

| Arbitri: | Hussain Al Bahhar Josh Wilkens Ran An |
| Crono:   | Ronny Castro Zumbado                  |

|                            |           |                       |
| Viamonte 7’ M. Francia 33’ | Marcatori | 2’, 9’, 31’ El Mesrar |

| Arbitri: | Nurdin Bukuev Nikola Jelić Daniel Matkovic |
| Crono:   | Alejandro Martinez                         |

|                                                                       |           |            |
| Claudino 26’ Borruto 27’ Bolo 28’ Basile 29’ Stazzone 35’ Taborda 36’ | Marcatori | 13’ Mareco |

| Arbitri: | Mohamed Hassan Khalid Hnich Aymen Kammoun |
| Crono:   | Antony Riley                              |

| |           |  |
| Tūrsağūlov 3’ Douglas Júnior 4’ Jamgrajang 19’ (aut.) Taynan 23’ Nurǵojın 24’ Knaub 32’ Higuita 37’ | Marcatori |  |

| Arbitri: | Irina Velikanova Cédric Pelissier Jorge Antonio Flores Hernandez |
| Crono:   | Borislav Kolev                                                   |

|                                                 |           |                           |
| Ferrão 5’ Leozinho 31’ Pito 38’ Kato 40’ (aut.) | Marcatori | 4’ S. Hoshi 38’ Nishitani |

| Arbitri: | Diego Molina Ondřej Černý Eduardo Fernandes |
| Crono:   | Gean Telles                                 |

|                                                                                     |           |                                                                                    |
| Nishonov 9’, 33’ D. Rakhmatov 17’ Ropiev 18’ A. Rakhmatov 28’, 39’ Hamroev 31’, 40’ | Marcatori | 1’, 28’ Hassanzadeh 5’, 25’ Javid 16’, 22’, 37’ Abbasi 18’ Tavakoli 30’ Oladghobad |

| Arbitri: | Daniel Rodriguez Dario Santamaria Valeria Palma |
| Crono:   | Henry Gutierez                                  |

|                                              |           |                                     |
| Ricardinho 14’ A. Coelho 15’ Varela 43’, 43’ | Marcatori | 23’, 28’ Lazarević 50’ (aut.) Matos |

| Arbitri: | Tomohiro Kozaki Ryan Shepheard Ebrahim Mehrabi |
| Crono:   | Gelareh Nazemi                                 |

|                                                        |           |                      |
| R. Campos 4’ R. Gómez 5’ Raya 13’ Adolfo 15’ Ortiz 39’ | Marcatori | 23’ Rešetár 32’ Holý |

### Quarti di finale
| Arbitri: | Juan Cordero Alejandro Martinez Nikola Jelić |
| Crono:   | Irina Velikanova                             |

|  |           |             |
|  | Marcatori | 11’ Rodrigo |

| Arbitri: | Antony Riley Christopher Sinclair Josh Wilkens |
| Crono:   | Ebrahim Mehrabi                                |

|                                                     |                      |                                                           |
| Antoškin 35’                                        | Marcatori            | 25’ Cuzzolino                                             |
| Abramov Robinho Lima Antoškin Čiškala Asadov Rômulo | Tiri di rigore 4 – 5 | Bolo Basile Edelstein Stazzone Cuzzolino Claudino Taborda |

| Arbitri: | Mohamed Hassan Khalid Hnich Ondřej Černý |
| Crono:   | Tomohiro Kozaki                          |

|                     |           |                                                    |
| Adolfo 22’ Adri 23’ | Marcatori | 31’ A. Coelho 36’ Zicky 43’ (aut.) Raya 48’ Varela |

| Arbitri: | Ryan Shepheard Cédric Pelissier Dario Santamaria |
| Crono:   | Diego Molina                                     |

|                               |           |                                        |
| Oladghobad 8’ Esmaeilpour 15’ | Marcatori | 25’ (aut.) Samimi 29’ Knaub 39’ Taynan |

### Semifinali
| Arbitri: | Juan Cordero Alejandro Martinez Tomohiro Kozaki |
| Crono:   | Chiara Perona                                   |

|            |           |                          |
| Ferrão 17’ | Marcatori | 11’ Vaporaki 13’ Borruto |

| Arbitri: | Nikola Jelić Daniel Rodriguez Diego Molina |
| Crono:   | Ebrahim Mehrabi                            |

|                                             |                      |                                                   |
| Varela 23’ B. Coelho 49’                    | Marcatori            | 40’ Nurǵojın 42’ Douglas Júnior                   |
| B. Coelho A. Coelho Varela Ricardinho Brito | Tiri di rigore 4 – 3 | Douglas Júnior Tūrsağūlov Higuita Akbalikov Knaub |

### Finale 3º posto
| Arbitri: | Valeria Palma Ondřej Černý Tomohiro Kozaki |
| Crono:   | Irina Velikanova                           |

|                                                 |           |                              |
| Taynan 25’ (aut.) Rodrigo 32’ Ferrão 34’ Lé 35’ | Marcatori | 12’ (aut.) Guitta 31’ Taynan |

### Finale
| Arbitri: | Nurdin Bukuev Mohamed Hassan Christopher Sinclair |
| Crono:   | Gelareh Nazemi                                    |

| |            | |
| Claudino 28’ | Marcatori  | 15’, 28’ Varela |
| · Nicolás Sarmiento - 1 · 34’ Pablo Taborda - 14 · Santiago Basile - 8 · Ángel Claudino - 3 · Alan Brandi - 11 · Lucas Farach - 12 · Damián Stazzone - 2 · Lucas Bolo - 4 · Maximiliano Rescia - 5 · Leandro Cuzzolino - 7 · 13’ Cristian Borruto - 9 · Constantino Vaporaki - 10 · Andrés Santos - 15 · Matías Edelstein - 16 | Formazioni | · 1 - Bebé · 9 - João Matos · 7 - Bruno Coelho · 10 - Ricardinho · 5 - Fábio Cecílio · 16 - Vítor Hugo · 2 - André Coelho 7’ · 3 - Tomás Paçó · 4 - Afonso Jesus · 6 - Zicky Té 34’ · 8 - Erick Mendonça 34’ · 11 - Pany Varela · 13 - Tiago Brito 27’ · 14 - Miguel Ângelo |
| Matías Lucuix | Allenatori | Jorge Braz |

## Premi
| Vincitore            |
| -------------------- |
| Portogallo 1º titolo |

| 2º posto | Argentina |

| 3º posto | Brasile |

| 4º posto | Kazakistan |

| Premio Adidas Golden Boot | Premio Adidas Golden Ball | Premio Adidas Golden Glove     |
| ------------------------- | ------------------------- | ------------------------------ |
| Ferrão                    | Ricardinho                | Nicolás Sarmiento              |
| Premio Adidas Silver Boot | Premio Adidas Silver Ball | Premio FIFA Fair Play          |
| Pany Varela               | Pany Varela               | Kazakistan                     |
| Premio Adidas Bronze Boot | Premio Adidas Bronze Ball | Hyundai Goal of the Tournament |
| Taynan                    | Douglas Júnior            | Nguyễn Văn Hiếu contro Panama  |

## Arbitri
| Federazione | Arbitri                             |
| ----------- | ----------------------------------- |
| AFC         | Hussain Ali Al Bahhar               |
| AFC         | Fahad Bahir Ali Mohamed Alhosani    |
| AFC         | Ran An                              |
| AFC         | Nurdin Bukuev                       |
| AFC         | Tomohiro Kozaki                     |
| AFC         | Ebrahim Mehrabi Afshar              |
| AFC         | Gelareh Nazemi Deylami              |
| AFC         | Ryan Shepheard                      |
| CAF         | Mohamed Hassan Hassan Ahmed Youssef |
| CAF         | Khalid Hnich                        |
| CAF         | Aymen Kammoun                       |
| CAF         | Tarek Samy Aly Ahmed Elkhataby      |
| CONCACAF    | Ronny Castro Zumbado                |
| CONCACAF    | Jorge Antonio Flores                |
| CONCACAF    | Carlos Enrique Gonzalez Sanchez     |
| CONCACAF    | Roberto Enrique Lopez Fernandez     |
| CONCACAF    | Diego Molina López                  |
| CONCACAF    | Josh Wilkens                        |

| Arbitri di riserva |                |
| Federazione        | Arbitri        |
| UEFA               | Borislav Kolev |

| Federazione | Arbitri                             |
| ----------- | ----------------------------------- |
| CONMEBOL    | Cristian Ricardo Espindola Flores   |
| CONMEBOL    | Henry Humberto Gutierrez Gastagne   |
| CONMEBOL    | Carlos Hernando Martinez Arzamendia |
| CONMEBOL    | Valeria Nicole Palma Palma          |
| CONMEBOL    | Maria Estefania Pinto               |
| CONMEBOL    | Daniel Fernando Rodriguez Bordon    |
| CONMEBOL    | Dario Javier Santamaria             |
| CONMEBOL    | Gean Telles Coelho                  |
| OFC         | Antony Riley                        |
| OFC         | Chris Sinclair                      |
| UEFA        | Ondřej Černý                        |
| UEFA        | Juan José Cordero Gallardo          |
| UEFA        | Eduardo José Fernandes Coelho       |
| UEFA        | Nikola Jelić                        |
| UEFA        | Gábor Kovács                        |
| UEFA        | Alejandro Martinez Flores           |
| UEFA        | Daniel Matkovic                     |
| UEFA        | Cédric Pelissier                    |
| UEFA        | Chiara Perona                       |
| UEFA        | Irina Velikanova                    |

## Classifica finale
| N       | Squadra        | Pt | G | V | N | P | GF | GS | DR  | Risultato finale                         |
| ------- | -------------- | -- | - | - | - | - | -- | -- | --- | ---------------------------------------- |
| Oro     | Portogallo     | 17 | 7 | 5 | 2 | 0 | 26 | 12 | +14 | Campione                                 |
| Argento | Argentina      | 16 | 7 | 5 | 1 | 1 | 27 | 8  | +19 | 2º posto                                 |
| Bronzo  | Brasile        | 18 | 7 | 6 | 0 | 1 | 28 | 8  | +20 | 3º posto                                 |
| 4       | Kazakistan     | 14 | 7 | 4 | 2 | 1 | 24 | 10 | +14 | 4º posto                                 |
| 5       | RFS            | 13 | 5 | 4 | 1 | 0 | 21 | 6  | +15 | Eliminate ai quarti di finale            |
| 6       | Spagna         | 12 | 5 | 4 | 0 | 1 | 19 | 9  | +10 | Eliminate ai quarti di finale            |
| 7       | Iran           | 9  | 5 | 3 | 0 | 2 | 19 | 17 | +2  | Eliminate ai quarti di finale            |
| 8       | Marocco        | 8  | 5 | 2 | 2 | 1 | 13 | 7  | +6  | Eliminate ai quarti di finale            |
| 9       | Venezuela      | 7  | 4 | 2 | 1 | 1 | 6  | 5  | +1  | Eliminate agli ottavi di finale          |
| 10      | Paraguay       | 6  | 4 | 2 | 0 | 2 | 7  | 12 | -5  | Eliminate agli ottavi di finale          |
| 11      | Rep. Ceca      | 4  | 4 | 1 | 1 | 2 | 8  | 11 | -3  | Eliminate agli ottavi di finale          |
| 12      | Thailandia     | 4  | 4 | 1 | 1 | 2 | 11 | 16 | -5  | Eliminate agli ottavi di finale          |
| 13      | Vietnam        | 4  | 4 | 1 | 1 | 2 | 7  | 15 | -8  | Eliminate agli ottavi di finale          |
| 14      | Serbia         | 3  | 4 | 1 | 0 | 3 | 14 | 11 | +3  | Eliminate agli ottavi di finale          |
| 15      | Giappone       | 3  | 4 | 1 | 0 | 3 | 13 | 14 | -1  | Eliminate agli ottavi di finale          |
| 16      | Uzbekistan     | 3  | 4 | 1 | 0 | 3 | 16 | 19 | -3  | Eliminate agli ottavi di finale          |
| 17      | Costa Rica     | 3  | 3 | 1 | 0 | 2 | 7  | 9  | -2  | Eliminate nella fase a gironi (3º posto) |
| 18      | Guatemala      | 3  | 3 | 1 | 0 | 2 | 9  | 14 | -5  | Eliminate nella fase a gironi (3º posto) |
| 19      | Egitto         | 3  | 3 | 1 | 0 | 2 | 7  | 14 | -7  | Eliminate nella fase a gironi (4º posto) |
| 20      | Lituania       | 0  | 3 | 0 | 0 | 3 | 3  | 11 | -8  | Eliminate nella fase a gironi (4º posto) |
| 21      | Panama         | 0  | 3 | 0 | 0 | 3 | 4  | 13 | -9  | Eliminate nella fase a gironi (4º posto) |
| 22      | Angola         | 0  | 3 | 0 | 0 | 3 | 6  | 16 | -10 | Eliminate nella fase a gironi (4º posto) |
| 23      | Isole Salomone | 0  | 3 | 0 | 0 | 3 | 4  | 22 | -18 | Eliminate nella fase a gironi (4º posto) |
| 24      | Stati Uniti    | 0  | 3 | 0 | 0 | 3 | 2  | 22 | -20 | Eliminate nella fase a gironi (4º posto) |

## Statistiche

### Marcatori
9 goal
- Ferrão

8 goal
- Pany Varela

6 goal
- Taynan

- Adolfo Fernández

5 goal
- Alan Brandi

- Ivan Čiškala

4 goal
- Cristian Borruto
- Ángel Claudino
- Rodrigo

- Mostafa Eid
- Arthur Oliveira
- Saeid Abbasi

- Douglas Júnior
- Soufiane El Mesrar
- André Coelho

- Jovan Lazarević
- Ixtiyor Ropiev

3 goal
- Guga
- Leandro Cuzzolino
- Leozinho
- Pito
- Shota Hoshi
- Ahmad Esmaeilpour

- Ali Hassanzadeh
- Mahdi Javid
- Däuren Tūrsağūlov
- Bruno Coelho
- Lukáš Rešetár

- Michal Seidler
- Sergej Abramov (1 rigore)
- Artëm Antoškin
- Artëm Nijazov
- Dragan Tomić

- Raúl Campos
- Jirawat Sornwichian
- Suphawut Thueanklang
- Khusniddin Nishonov
- Anashkon Rakhmatov

2 goal
- Santiago Basile
- Maximiliano Rescia
- Damián Stazzone
- Constantino Vaporaki
- Dieguinho
- Daniel Gomez
- Milinton Tijerino
- Ryosuke Nishitani
- Alan Aguilar

- Marvin Sandoval
- Moslem Oladghobad
- Fahrad Tavakoli
- Elliot Ragomo (1 rigore)
- Arnold Knaub
- Dáýren Nurǵojın
- Justinas Zagurskas
- Bilal Bakkali
- Youssef Jouad

- Abdiel Castrellón (1 tiro libero)
- Damián Mareco
- Juan Adrián Salas
- Fábio Cecílio
- Erick Mendonça
- Ricardinho
- Zicky Té
- Robinho

- Stefan Rakić
- Raúl Gómez
- Carlos Ortiz
- Luciano Gonzalez
- Jetsada Chudech
- Ilhomjon Hamroev
- Alfredo Vidal
- Châu Đoàn Phát

1 goal
- Kaluanda
- Manosele
- Lucas Bolo
- Pablo Taborda
- Gadeia
- Arthur Guilherme
- Lé
- Marlon
- Vinícius Rocha
- Juan Cordero (1 tiro libero)
- Pablo Rodríguez
- Abdelrahman Elashwal
- Mohamed Mansour
- Tarek Shoola
- Rafael Henmi
- Ryūta Hoshi
- Yuki Murota
- Kazuya Shimizu
- Roman Alvarado (1 rigore)

- Fernando Campaignac
- José Mansilla
- Patrick Ruíz
- Wanderley Ruíz
- Hamid Ahmadi
- Farhad Fakhim
- Elis Mana
- Marlon Sia
- Albert Akbalikov
- Higuita
- Birjan Orazov
- Şıñğıs Esenamanov
- Genaras Samsonik
- Soufiane Borite
- Otmane Boumezou
- Anás El Ayyane
- Idriss Raiss El Fenni
- Achraf Saoud
- Claudio Goodridge

- Alfonso Maquensi
- Arnaldo Baez
- Francisco Martínez
- Richard Rejala
- Tiago Brito
- Michal Holý
- Radim Záruba
- Andrej Afanas'ev
- Janar Asadov
- Ruslan Kudziev
- Ivan Milovanov
- Lazar Milosavljević
- Strahinja Petrov
- Marko Radovanović
- Miloš Stojković
- Chino
- Borja Díaz
- Adrián Martínez

- José Raya
- Francisco Solano
- Marc Tolrà
- Peerapat Kaewwilai
- Nawin Rattanawongswas
- Kritsada Wongkaeo
- Mashrab Adilov
- Davron Choriev
- Dilshod Rakhmatov
- Milton Francia
- Rafael Morillo
- Carlos Sanz
- Jesus Viamonte
- Khổng Đình Hùng
- Nguyễn Đắc Huy
- Nguyễn Minh Trí
- Nguyễn Văn Hiếu
- Phạm Đức Hòa

1 autogoal
- Guitta (pro  Kazakistan)
- Abdelrahman Elashwal (pro  RFS)
- Ryūta Hoshi (pro  Angola)
- Minami Kato (pro  Brasile)

- Walter Enríquez (pro  Uzbekistan)
- Alireza Samimi (pro  Kazakistan)
- Taynan da Silva Rego (pro  Brasile)

- Marlon Sia (pro  Portogallo)
- Vladimir Derendiajev (pro  Costa Rica)
- João Matos (pro  Serbia)

- Miodrag Aksentijević (pro  Argentina)
- José Raya (pro  Portogallo)
- Chaivat Jamgrajang (pro  Kazakistan)

### Assist (prime posizioni)
7 assist
- Ricardinho

6 assist
- Robinho

5 assist
- Douglas Júnior

4 assist
- Damián Stazzone

- Javier Adolfo Salas

- Adrián Martínez

- Davron Choriev

3 assist
- Cristian Borruto
- Maximiliano Rescia
- Marlon
- Pito

- Dyego Zuffo
- Edgar Santizo
- Ali Hassanzadeh
- Mahdi Javid

- Moslem Oladghobad
- Taynan
- Däuren Tūrsağūlov
- Miguel Ângelo

- Rômulo
- Jirawat Sornwichian
- Ilhomjon Hamroev

### Record
- Gol più veloce:  Taynan (Lituania-Kazakistan 0-3, fase a gironi, 15 settembre, 0:23)
- Gol più tardivo:  João Matos (autogol) (Portogallo-Serbia 4-3 d.t.s., ottavi di finale, 24 settembre, 49:20)
- Primo gol:  Ruslan Kudziev (RFS-Egitto 9-0, 12 settembre, 6º minuto)
- Ultimo gol:  Ángel Claudino (Argentina-Portogallo 1-2, finale, 3 ottobre, 28º minuto)
- Miglior attacco:  Brasile (28 reti segnate)
- Peggior attacco:  Stati Uniti (2 reti segnate)
- Miglior difesa:  Venezuela (5 reti subite)
- Peggior difesa:  Isole Salomone e  Stati Uniti (22 reti subite)
- Miglior differenza reti:  Brasile (+20)
- Peggior differenza reti:  Stati Uniti (-20)
- Partita con il maggior numero di gol:  Uzbekistan-Iran  8-9 (ottavi di finale, 24 settembre, 17 gol)
- Partita con il maggior scarto di gol:  Argentina-Stati Uniti  11-0 (fase a gironi, 14 settembre, 11 gol di scarto)
- Partita con il maggior numero di spettatori:  Argentina-Portogallo  1-2 (finale, 3 ottobre, 8498 spettatori)
- Partita con il minor numero di spettatori:  Rep. Ceca-Vietnam  1-1 (fase a gironi, 19 settembre, 280 spettatori)